# Premio Goya voor beste actrice
De Premio Goya voor beste actrice (Mejor interpretación femenina protagonista) is een van de Goya Filmprijzen en wordt sinds 1987 jaarlijks uitgereikt. In onderstaande lijst staat de winnaar als eerste weergegeven, gevolgd door de andere genomineerden.
| Jaar         | Actrice               | Film                                            |
| ------------ | --------------------- | ----------------------------------------------- |
| 1987 (1ste)  | Amparo Rivelles       | Hay que deshacer la casa                        |
| 1987 (1ste)  | Victoria Abril        | Tiempo de silencio                              |
| 1987 (1ste)  | Ángela Molina         | La mitad del cielo                              |
| 1988 (2de)   | Verónica Forqué       | La vida alegre                                  |
| 1988 (2de)   | Victoria Abril        | El lute: camina o revienta                      |
| 1988 (2de)   | Irene Gutiérrez Caba  | La casa de Bernada Alba                         |
| 1989 (3de)   | Carmen Maura          | Mujeres al borde de un ataque de nervios        |
| 1989 (3de)   | Victoria Abril        | Bâton Rouge                                     |
| 1989 (3de)   | Ana Belén             | Miss Caribe                                     |
| 1989 (3de)   | María Fernanda d'Ocón | Caminos de tiza                                 |
| 1989 (3de)   | Ángela Molina         | Luces y sombras                                 |
| 1990 (4de)   | Rafaela Aparicio      | El mar y el tiempo                              |
| 1990 (4de)   | Victoria Abril        | Si te dicen que caí                             |
| 1990 (4de)   | Ana Belén             | El vuelo de la paloma                           |
| 1990 (4de)   | Verónica Forqué       | Bajarse al moro                                 |
| 1990 (4de)   | Ángela Molina         | Las cosas del querer                            |
| 1991 (5de)   | Carmen Maura          | ¡Ay, Carmela!                                   |
| 1991 (5de)   | Victoria Abril        | ¡Átame!                                         |
| 1991 (5de)   | Charo López           | Lo más natural                                  |
| 1992 (6de)   | Sílvia Munt           | Alas de mariposa                                |
| 1992 (6de)   | Victoria Abril        | Amantes                                         |
| 1992 (6de)   | Maribel Verdú         | Amantes                                         |
| 1993 (7de)   | Ariadna Gil           | Belle Époque                                    |
| 1993 (7de)   | Penélope Cruz         | Jamón Jamón                                     |
| 1993 (7de)   | Assumpta Serna        | El maestro de esgrima                           |
| 1994 (8ste)  | Verónica Forqué       | Kika                                            |
| 1994 (8ste)  | Carmen Maura          | Sombras en una batalla                          |
| 1994 (8ste)  | Emma Suárez           | La ardilla roja                                 |
| 1995 (9de)   | Cristina Marcos       | Todos los hombres sois iguales                  |
| 1995 (9de)   | Ana Belén             | La pasión turca                                 |
| 1995 (9de)   | Ruth Gabriel          | Días contados                                   |
| 1996 (10de)  | Victoria Abril        | Nadie hablará de nosotras cuando hayamos muerto |
| 1996 (10de)  | Ariadna Gil           | Antárdida                                       |
| 1996 (10de)  | Marisa Paredes        | La flor de mi secreto                           |
| 1997 (11de)  | Emma Suárez           | El perro del hortelano                          |
| 1997 (11de)  | Ana Torrent           | Tesis                                           |
| 1997 (11de)  | Concha Velasco        | Más allá del jardín                             |
| 1998 (12de)  | Cecilia Roth          | Martín (Hache)                                  |
| 1998 (12de)  | Maribel Verdú         | La buena estrella                               |
| 1998 (12de)  | Julia Gutiérrez       | El color de las nubes                           |
| 1999 (13de)  | Penélope Cruz         | La niña de tus ojos                             |
| 1999 (13de)  | Cayetana Guillén      | El abuelo                                       |
| 1999 (13de)  | Najwa Nimri           | Los amantes del Círculo Polar                   |
| 1999 (13de)  | Leonor Watling        | La hora de los valientes                        |
| 2000 (14de)  | Cecilia Roth          | Todo sobre mi madre                             |
| 2000 (14de)  | Ariadna Gil           | Lágrimas negras                                 |
| 2000 (14de)  | Carmen Maura          | Lisboa                                          |
| 2000 (14de)  | Mercedes Sampietro    | Cuando vuelvas a mi lado                        |
| 2001 (15de)  | Carmen Maura          | La comunidad                                    |
| 2001 (15de)  | Icíar Bollaín         | Leo                                             |
| 2001 (15de)  | Lydia Bosch           | You're the one (una historia de entonces)       |
| 2001 (15de)  | Adriana Ozores        | Plenilunio                                      |
| 2002 (16de)  | Pilar López de Ayala  | Juana la Loca                                   |
| 2002 (16de)  | Victoria Abril        | Sin noticias de Dios                            |
| 2002 (16de)  | Nicole Kidman         | The Others                                      |
| 2002 (16de)  | Paz Vega              | Sólo mía                                        |
| 2003 (17de)  | Mercedes Sampietro    | Lugares comunes                                 |
| 2003 (17de)  | Ana Fernández         | Historia de un beso                             |
| 2003 (17de)  | Adriana Ozores        | La vida de nadie                                |
| 2003 (17de)  | Leonor Watling        | A mi madre le gustan las mujeres                |
| 2004 (18de)  | Laia Marull           | Te doy mis ojos                                 |
| 2004 (18de)  | Ariadna Gil           | Soldados de Salamina                            |
| 2004 (18de)  | Adriana Ozores        | La suerte dormida                               |
| 2004 (18de)  | Sarah Polley          | My Life Without Me                              |
| 2005 (19de)  | Lola Dueñas           | Mar adentro                                     |
| 2005 (19de)  | Pilar Bardem          | María querida                                   |
| 2005 (19de)  | Ana Belén             | Cosas que hacen que la vida valga la pena       |
| 2005 (19de)  | Penélope Cruz         | Non ti muovere                                  |
| 2006 (20ste) | Candela Peña          | Princesas                                       |
| 2006 (20ste) | Adriana Ozores        | Heroína                                         |
| 2006 (20ste) | Nathalie Poza         | Malas temporadas                                |
| 2006 (20ste) | Emma Vilarasau        | Para que no me olvides                          |
| 2007 (21ste) | Penélope Cruz         | Volver                                          |
| 2007 (21ste) | Silvia Abascal        | La Dama Boba                                    |
| 2007 (21ste) | Marta Etura           | Azuloscurocasinegro                             |
| 2007 (21ste) | Maribel Verdú         | El laberinto del fauno                          |
| 2008 (22ste) | Maribel Verdú         | Siete mesas de billar francés                   |
| 2008 (22ste) | Blanca Portillo       | Siete mesas de billar francés                   |
| 2008 (22ste) | Belén Rueda           | El orfanato                                     |
| 2008 (22ste) | Emma Suárez           | Bajo las estrellas                              |
| 2009 (23ste) | Carme Elías           | Camino                                          |
| 2009 (23ste) | Verónica Echegui      | El patio de mi cárcel                           |
| 2009 (23ste) | Ariadna Gil           | Sólo quiero caminar                             |
| 2009 (23ste) | Maribel Verdú         | Los girasoles ciegos                            |
| 2010 (24ste) | Lola Dueñas           | Yo, también                                     |
| 2010 (24ste) | Penélope Cruz         | Los abrazos rotos                               |
| 2010 (24ste) | Maribel Verdú         | Tetro                                           |
| 2010 (24ste) | Rachel Weisz          | Ágora                                           |
| 2011 (25ste) | Nora Navas            | Pa negre                                        |
| 2011 (25ste) | Elena Anaya           | Habitación en Roma                              |
| 2011 (25ste) | Emma Suárez           | La mosquitera                                   |
| 2011 (25ste) | Belén Rueda           | Los ojos de Julia                               |
| 2012 (26ste) | Elena Anaya           | La piel que habito                              |
| 2012 (26ste) | Verónica Echegui      | Katmandú. Un espejo en el cielo                 |
| 2012 (26ste) | Salma Hayek           | La chispa de la vida                            |
| 2012 (26ste) | Inma Cuesta           | La voz dormida                                  |
| 2013 (27ste) | Maribel Verdú         | Blancanieves                                    |
| 2013 (27ste) | Penélope Cruz         | Venuto al mondo                                 |
| 2013 (27ste) | Aida Folch            | El artista y la modelo                          |
| 2013 (27ste) | Naomi Watts           | The Impossible                                  |
| 2014 (28ste) | Marian Álvarez        | La herida                                       |
| 2014 (28ste) | Inma Cuesta           | 3 bodas de más                                  |
| 2014 (28ste) | Aura Garrido          | Stockholm                                       |
| 2014 (28ste) | Nora Navas            | Tots volem el millor per a ella                 |
| 2015 (29ste) | Bárbara Lennie        | Magical Girl                                    |
| 2015 (29ste) | María León            | Marsella                                        |
| 2015 (29ste) | Macarena Gómez        | Musarañas                                       |
| 2015 (29ste) | Elena Anaya           | Todos están muertos                             |
| 2016 (30ste) | Natalia de Molina     | Techo y comida                                  |
| 2016 (30ste) | Inma Cuesta           | La novia                                        |
| 2016 (30ste) | Penélope Cruz         | Ma ma                                           |
| 2016 (30ste) | Juliette Binoche      | Nadie quiere la noche                           |
| 2017 (31ste) | Emma Suárez           | Julieta                                         |
| 2017 (31ste) | Penélope Cruz         | La reina de España                              |
| 2017 (31ste) | Bárbara Lennie        | María (y los demás)                             |
| 2017 (31ste) | Carmen Machi          | La puerta abierta                               |
| 2018 (32ste) | Nathalie Poza         | No sé decir adiós                               |
| 2018 (32ste) | Emily Mortimer        | The Bookshop                                    |
| 2018 (32ste) | Penélope Cruz         | Loving Pablo                                    |
| 2018 (32ste) | Maribel Verdú         | Abracadabra                                     |
| 2019 (33ste) | Susi Sánchez          | La enfermedad del domingo                       |
| 2019 (33ste) | Najwa Nimri           | Quién te cantará                                |
| 2019 (33ste) | Penélope Cruz         | Todos lo saben                                  |
| 2019 (33ste) | Lola Dueñas           | Viaje al cuarto de una madre                    |
| 2020 (34ste) | Belén Cuesta          | La trinchera infinita                           |
| 2020 (34ste) | Penélope Cruz         | Dolor y gloria                                  |
| 2020 (34ste) | Greta Fernández       | La hija de un ladrón                            |
| 2020 (34ste) | Marta Nieto           | Madre                                           |
| 2021 (35ste) | Patricia López Arnaiz | Ane                                             |
| 2021 (35ste) | Amaia Aberasturi      | Akelarre                                        |
| 2021 (35ste) | Kiti Mánver           | El inconveniente                                |
| 2021 (35ste) | Candela Peña          | La boda de Rosa                                 |
| 2022 (36ste) | Blanca Portillo       | Maixabel                                        |
| 2022 (36ste) | Emma Suárez           | Josefina                                        |
| 2022 (36ste) | Petra Martínez        | La vida era eso                                 |
| 2022 (36ste) | Penélope Cruz         | Madres paralelas                                |